# باقر معین
باقر معین، روزنامه‌نگار و پژوهشگر ایرانی است. تا مدتی مدیریت بخش فارسی بی‌بی‌سی و نیز بخش پشتوی سرویس جهانی بی‌بی‌سی را برعهده داشت.
وی تعلیمات مذهبی را نیز در مشهد فراگرفته است.
او ادبیات عرب و مقدمات فقه و اصول را درمشهد و در نزد اساتیدی همچون ادیب نیشابوری دوم گذراند. سپس در تهران مدتی به تدریس و ترجمه مشغول شد و پس از آن با دریافت یک بورس تحصیلی از موسسه انتشاراتی فرانکلین راهی انگلیس شد. از آن زمان همکاری خود را با بخش فارسی رادیو بی‌بی‌سی شروع نمود.
او به همراه بهروز آفاق و به مناسبت دهمین سالگرد انقلاب اسلامی برنامه سی و شش قسمتی را تحت عنوان «داستان انقلاب» تهیه کرد که مجدداً در بیستمین و همین‌طور سی و پنجمین سالگرد انقلاب پخش شدند. این اثر که تاریخ شفاهی محسوب می‌شود در سال ۱۳۷۲ شمسی به صورت مکتوب و تحت عنوان «داستان انقلاب به روایت رادیو بی‌بی‌سی» توسط عبدالرضا هوشنگ مهدوی و به وسیله انتشارات طرح نو چاپ و منتشر شد.